# Comuna Prîsluci, Berezne
Prîsluci (în ucraineană Прислуч) este o comună în raionul Berezne, regiunea Rivne, Ucraina, formată din satele Hotîn, Kolodeazne și Prîsluci (reședința).

## Demografie
Componența lingvistică a comunei Prîsluci
     Ucraineană (99,86%)
     Alte limbi (0,14%)
Conform recensământului din 2001, majoritatea populației comunei Prîsluci era vorbitoare de ucraineană (99,86%), existând în minoritate și vorbitori de alte limbi.